# إدوين جي. تايلور
إدوين جي. تايلور هو سياسي أمريكي، ولد في 22 أكتوبر 1869، وتوفي في 9 فبراير 1956.